# Lago di Prà da Stua
Il Lago di Prà da Stua, o Lago di Prà della Stua, è un lago di sbarramento situato in Trentino-Alto Adige, più precisamente nei comuni di Avio e Brentonico appartenenti alla provincia autonoma di Trento. Assieme al Lago di Loppio questo è l'unico specchio d'acqua di rilievo del massiccio del Monte Baldo.

## Geografia

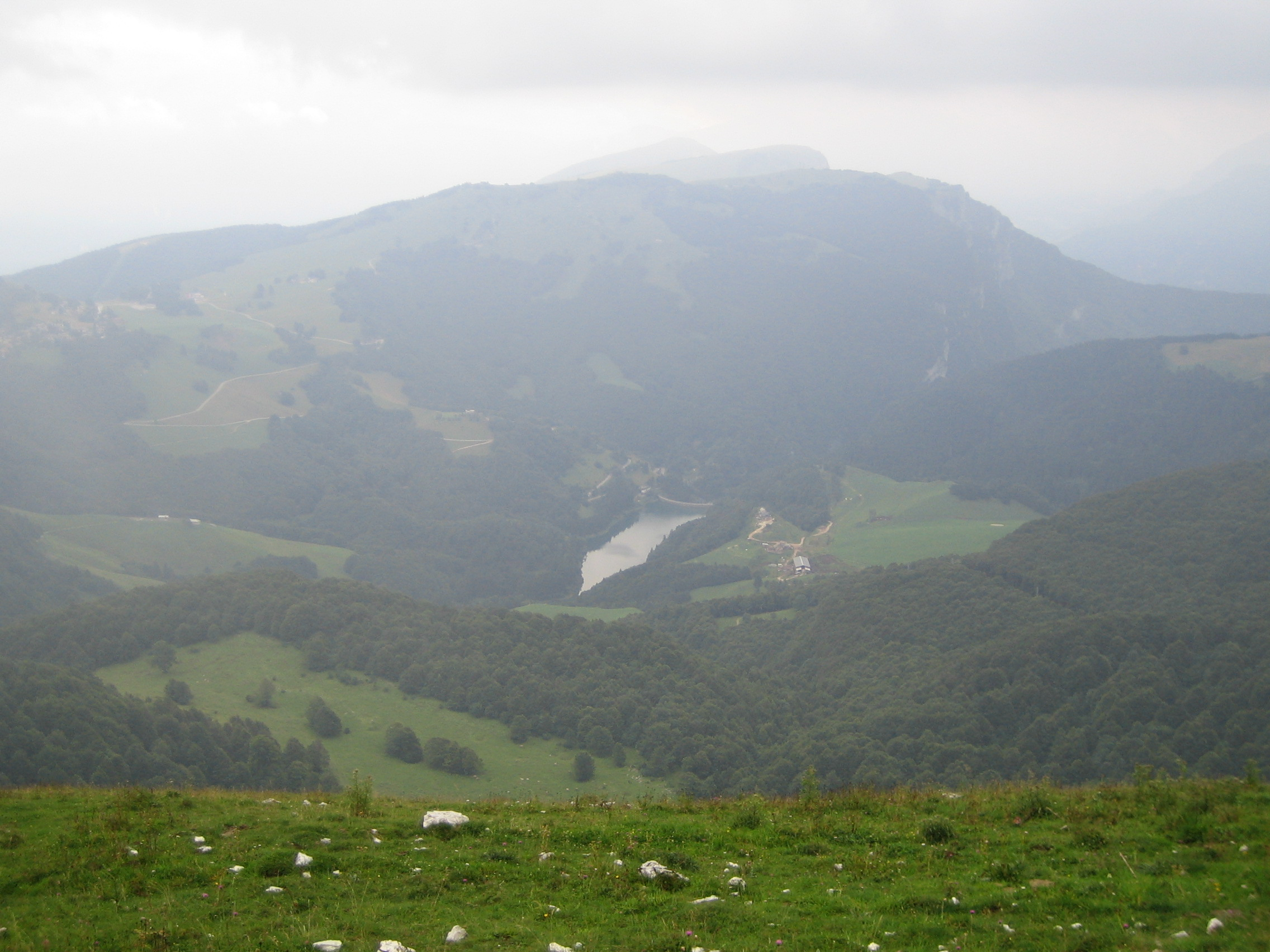
Lago visto dalla SP 3 del Monte Baldo con la cima del Corno della Paura sullo sfondo

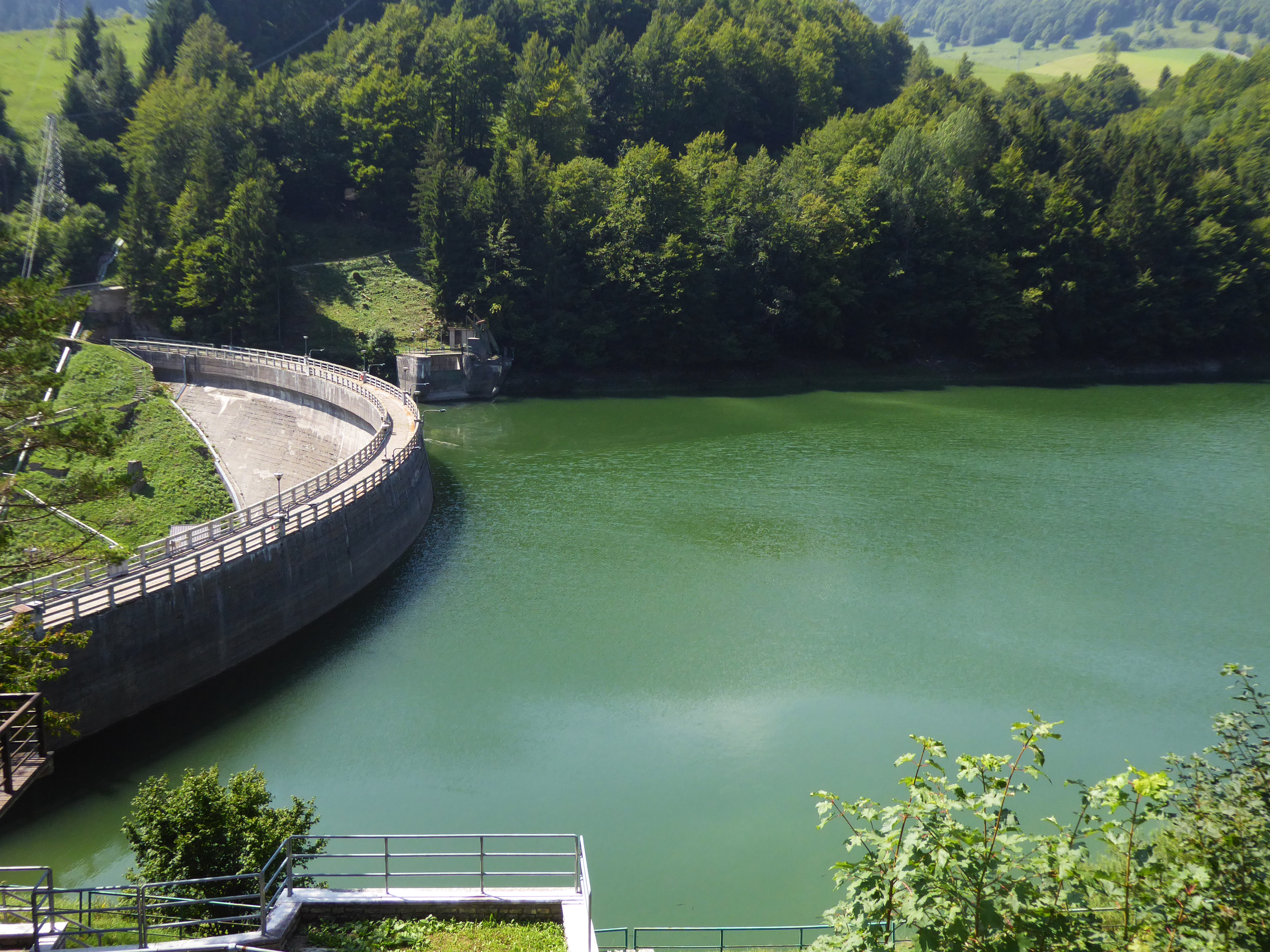
Il Lago di Prà da Stua

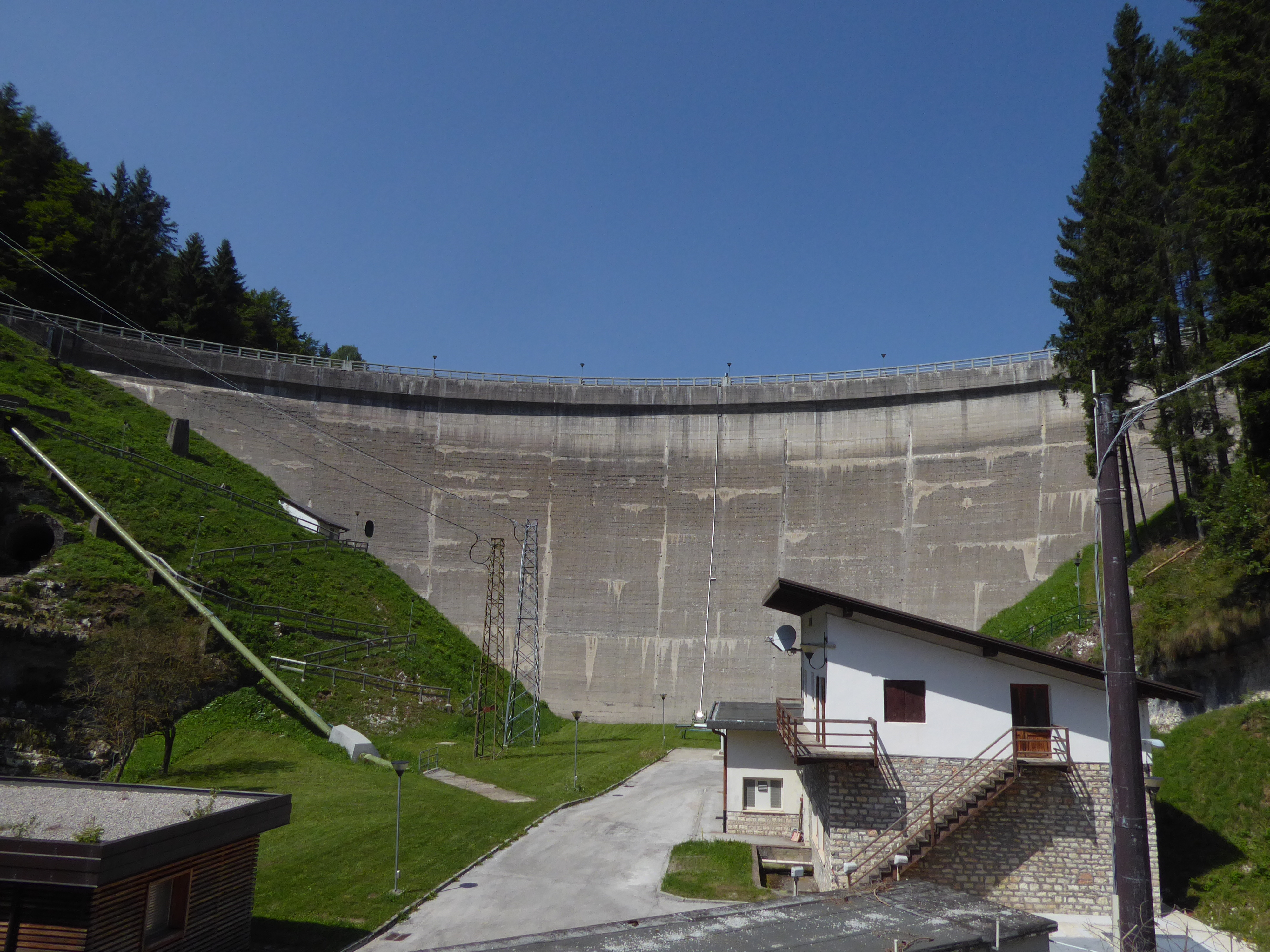
Diga di Prà da Stua (Brentonico-Avio, Trentino)

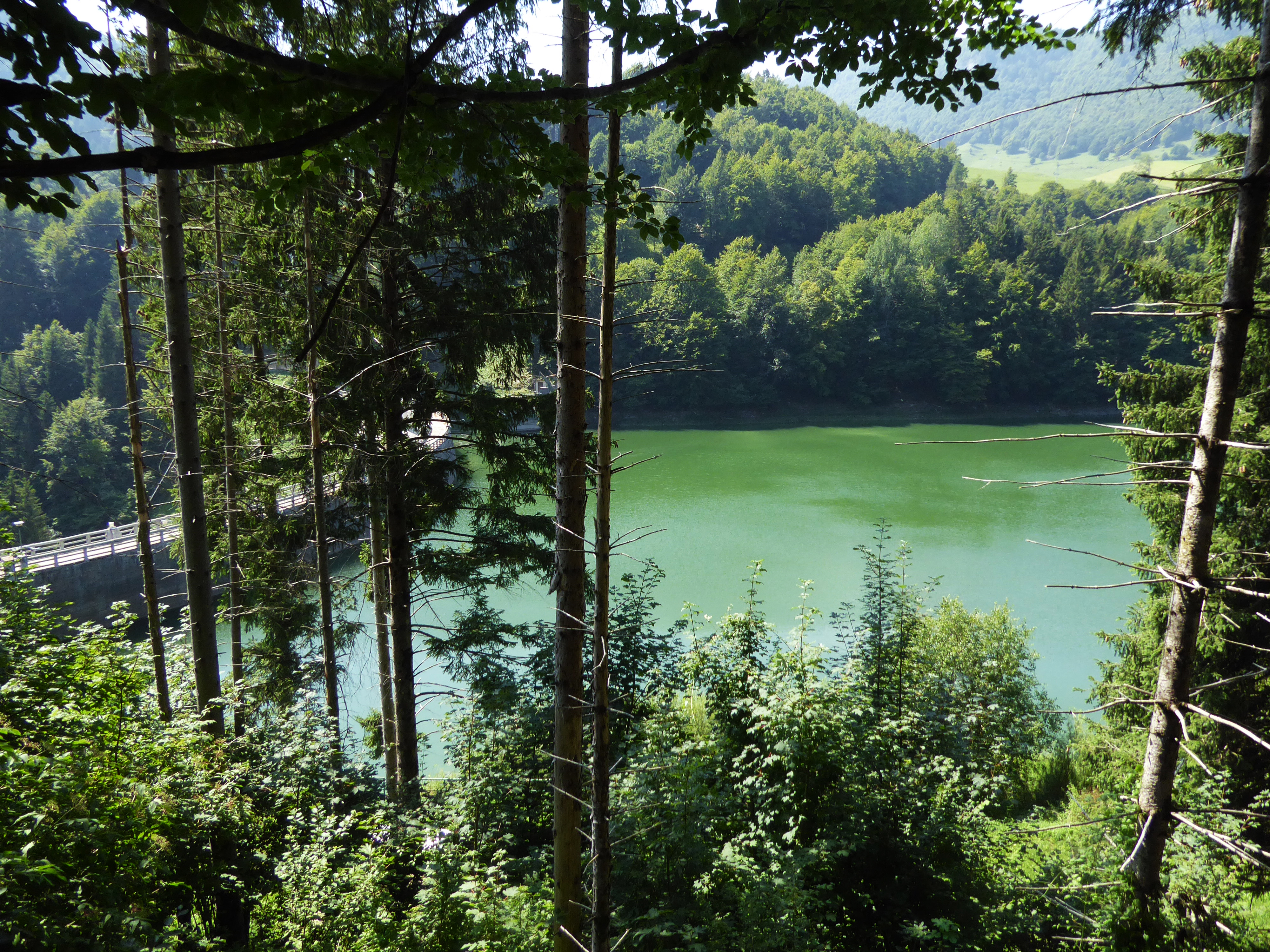
Lago di Prà da Stua visto nei pressi della SP 230 dei Dossioli (Brentonico-Avio, Trentino)

Il lago si presenta ad una altitudine di 1 041,5 m.s.l.m. e trattiene le acque del torrente Aviana in prossimità della strada provinciale 230 dei Dossioli.
Il centro abitato più vicino è la località turistica e sciistica di San Valentino, che appartiene al comune di Brentonico.

## Origine del nome
Secondo gli abitanti delle zone limitrofe al lago, il nome deriva dal fatto che dove adesso c’è il fondo del lago pianeggiante una volta si trovava un prato lungo e stretto percorso dal torrente Aviana che con l’umidità rendeva rigogliosa la crescita dell’erba.

## Fauna
Nel Lago di Prà da Stua sono presenti, tra le altre, le seguenti specie ittiche: cavedani, sanguinerola europea, trote fario e trote iridee.